# Paraclet
Pour les articles homonymes, voir Abbaye du Paraclet.
Le Paraclet, du grec ancien : Παράκλητος (paraklétos) via le latin paracletus, est un nom désignant l'Esprit saint. Il s'agit d'un concept spécifique à  l'Évangile selon Jean, qui signifie « défenseur », « intercesseur », « consolateur ». Le mot latin vient de la Vulgate de Jérôme de Stridon.
On trouve aussi ce terme dans le judaïsme, ainsi que — mais avec un sens différent — dans des courants tenus pour hérétiques par l'Église catholique, comme le montanisme. Dans l'islam, on a développé une argumentation (rejetée aujourd'hui) pour identifier Mahomet au Paraclet dont la venue est annoncée par le Christ dans l'Évangile selon Jean.

## Étymologie
Paraclet (Παράκλητος, Parakletos, en latin Paracletus) est un mot d'origine grecque qui signifie « celui qu'on appelle à son secours » (de παρακαλέω, « appeler auprès de soi»), ou « celui qui intercède », et que l'on a traduit par « avocat », « défenseur », « intercesseur »,. La première occurrence en français (sous la forme paraclit) apparaît en 1248 et avant 1615 sous la forme paraclet.

## Occurrences dans le Nouveau Testament
La forme verbale παρακληθήσονται (parakléthésontai -  ceux qui seront consolés) est utilisée dans Matthieu 5.4, dans le sermon sur la montagne : « Heureux les affligés, car ils seront consolés ! »
La forme nominale παράκλητος - parakletos, se retrouve six fois dans des textes de l'évangile de Jean. Celui-ci assimile le Paraclet (Parakletos) à l'Esprit de vérité, l'Esprit Saint. Selon ces passages, une fois le Christ parti, il est remplacé par l'Esprit, et ce dernier qui sera auprès des fidèles. Cet Esprit est le « Paraclet », autrement dit l'avocat auprès du Père, ou encore celui qui plaide au tribunal, dans les procès des humains. Il est aussi l'Esprit de vérité, et par lui le croyant est mené à la vérité tout entière; il fait comprendre la personne du Christ, le sens de ses paroles, de ses « signes ».

On relèvera cependant que dans la première Épître de Jean 2.1, le terme est appliqué à Jésus lui-même et la Vulgate[pas clair] ; toutes les versions françaises donnent au mot paraklêtos le sens d'« avocat » :

« Si quelqu'un pèche, nous avons pour avocat auprès du Père, Jésus-Christ le juste par excellence. »

Les cinq autres occurrences se trouvent dans les discours d'adieu de l'Évangile de Jean (chap. 14-16), et on trouve là le rapprochement exprès avec l'Esprit saint.
Jean 14, 16-17 . « Et moi, je prierai le Père, et il vous donnera un autre paraklêtos, afin qu'il demeure éternellement avec vous, l'Esprit de vérité, que le monde ne peut recevoir, parce qu'il ne le voit point et ne le connaît point ; mais vous, vous le connaissez, car il demeure avec vous, et il sera en vous. »
Jean 14, 25-26 . « Je vous ai dit ces choses pendant que je demeure avec vous. Mais le Paraclet, l'Esprit Saint, que le Père enverra en mon nom, vous enseignera toutes choses, et vous rappellera tout ce que je vous ai dit. »
Jean 15, 26-27 . « Quand sera venu le Paraclet, que je vous enverrai de la part du Père, l'Esprit de vérité, qui vient du Père, il rendra témoignage de moi ; et vous aussi, vous rendrez témoignage, parce que vous êtes avec moi dès le commencement. »
Jean 16, 7-11 . « Cependant je vous dis la vérité : il vous est avantageux que je m'en aille, car si je ne m'en vais pas, le Paraclet ne viendra pas vers vous ; mais, si je m'en vais, je vous l'enverrai. Et quand il sera venu, il convaincra le monde en ce qui concerne le péché, la justice, et le jugement : en ce qui concerne le péché, parce qu'ils ne croient pas en moi ; la justice, parce que je vais au Père, et que vous ne me verrez plus ; le jugement, parce que le prince de ce monde est jugé. »
Jean 16, 13-14 . « Quand le Paraclet sera venu, l'Esprit de vérité, il vous conduira dans toute la vérité ; car il ne parlera pas de lui-même, mais il dira tout ce qu'il aura entendu, et il vous annoncera les choses à venir. Il me glorifiera, parce qu'il prendra de ce qui est à moi, et vous l'annoncera. Tout ce que le Père a est à moi ; c'est pourquoi j'ai dit qu'il prend de ce qui est à moi, et qu'il vous l'annoncera. »
Au Ve siècle, la traduction latine de saint Jérôme introduit, pour ces cinq occurrences, le néologisme paracletus, qui dans certaines traductions est rendu par paraclet. Ce n'est pourtant pas lui qui a inventé le terme, répandu dans la tradition latine patristique depuis Tertullien[réf. nécessaire] (v. 150 - v. 220).

## Dans l'Église catholique

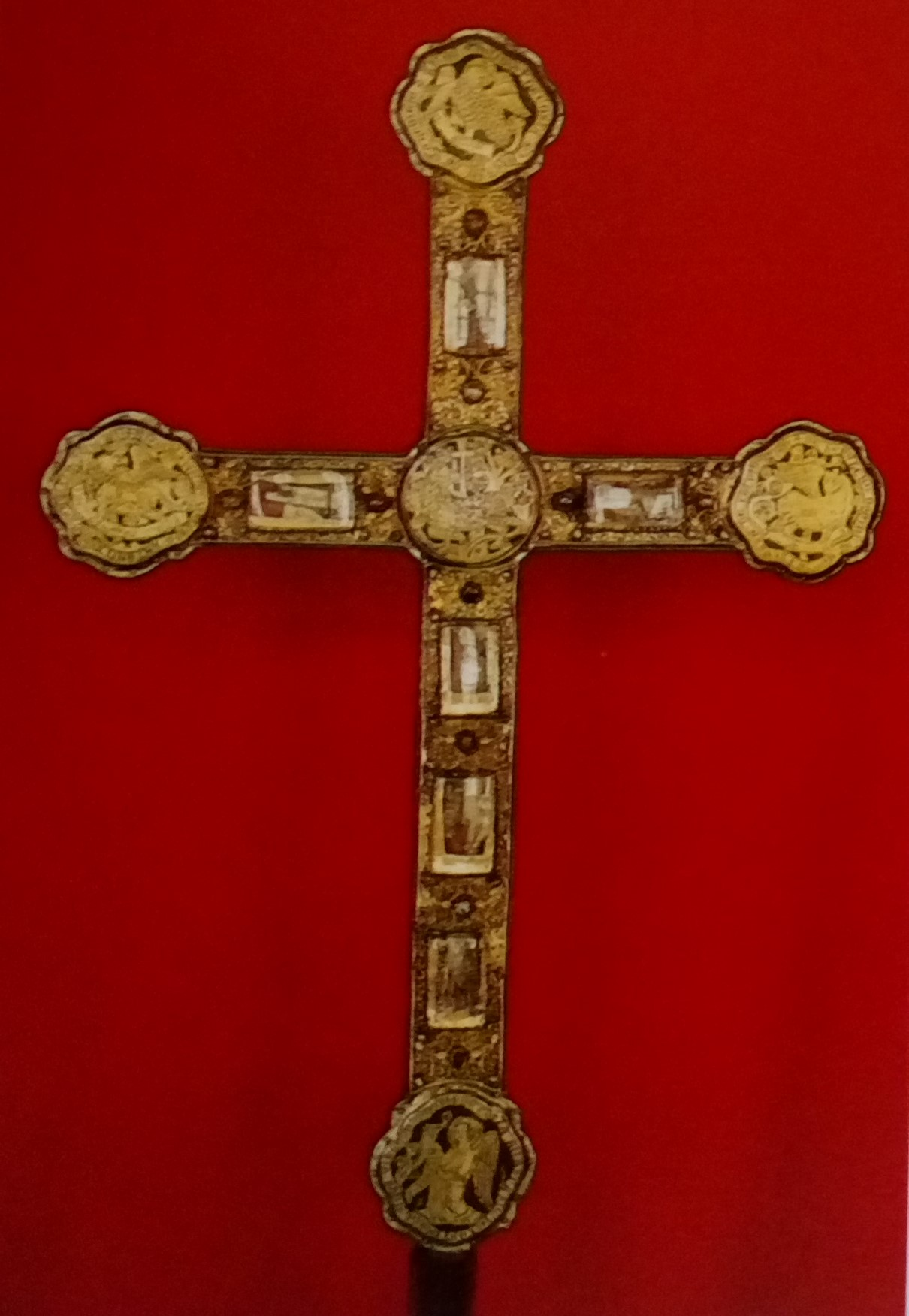
Trésor de la cathédrale d'Amiens, croix du Paraclet (début du XIIIe siècle).

Le paraclet est, chez les chrétiens, un des noms du Saint-Esprit.
Ainsi, selon le catéchisme de l'Église catholique : « Jésus, lorsqu’il annonce et promet la venue de l’Esprit Saint, le nomme le « Paraclet », littéralement : « celui qui est appelé auprès », ad-vocatus (Jn 14, 16. 26 ; 15, 26 ; 16, 7). « Paraclet » est traduit habituellement par « Consolateur », Jésus étant le premier consolateur (cf. 1 Jn 2, 1). Le Seigneur lui-même appelle l’Esprit Saint « l’Esprit de Vérité » (Jn 16, 13). ».
L’Église catholique romaine reprend la traduction latine de paracletus comme « avocat » ou « protecteur », envoyé par Dieu pour parler dans le cœur de l'homme, remplaçant avantageusement la présence physique du Christ sur Terre en donnant accès à sa parole pour tous les hommes. C'est ainsi que le péché contre la présence de Dieu qui nous protège nous prive de la miséricorde de Dieu, comme cela est explicité par Saint Matthieu 12:31 « C'est pourquoi je vous dis : Tout péché et tout blasphème sera pardonné aux hommes, mais le blasphème contre l'Esprit ne sera point pardonné. 32 Quiconque parlera contre le Fils de l'homme, il lui sera pardonné ; mais quiconque parlera contre le Saint-Esprit, il ne lui sera pardonné ni dans ce siècle ni dans le siècle à venir. ».

## Autres traditions

### Gnose et montanisme
Deux courants dans lesquels l'Église catholique a vus des hérésies mentionnent le paraclet. D'une part, dans la gnose, Paraclet est le nom de l'un des éons de Valentin IIe siècle. D'autre part, Montanus (vers 173) (le fondateur du montanisme) affirma être l'organe en extase du paraclet. Selon lui, le Paraclet serait différent du Saint-Esprit qui serait descendu sur les apôtres.

### Judaïsme
Par ailleurs, on rencontre « le consolateur » aussi dans le judaïsme, où il est assimilé au Messie[source insuffisante].
L'idée d'intercession et de défense apparaît dans  le mot hébreu (he) (meliç) - מליג, utilisé dans le livre de Job, en 16:19-20 : « Dès maintenant, j'ai dans les cieux un témoin, là-haut se tient mon défenseur / Interprète de mes pensées auprès de Dieu, devant qui coulent mes larmes. »  et 33:23, : « Alors s'il se trouve près de lui [l'homme] un Ange, un Médiateur pris entre mille, qui rappelle à l'homme son devoir ». Ce terme a ensuite été repris en dans la traduction de la bible en araméen, la Targoum comme translittération du grec (he) (paraqlyt) - פּרקיט ou (he) (paraqlyta) - פּרקיטא. On en trouve des occurrences dans d'autres livres, par exemple dans le traité Pirkei Avot : « Eliezer ben Yaakov a dit : "Celui qui accomplit un seul précepte s'est gagné un avocat unique (paraclet), et celui qui commet une seule transgression s'est gagné un accusateur unique." » De même, le philosophe juif Philon d'Alexandrie (mort en 45 de notre ère) parle du « Logos » (Verbe de Dieu) comme étant le « paraclet » qui doit procurer au grand prêtre le pardon des péchés (De vita Mosis « Vie de Moïse », III, § 14) ou encore dans au paragraphe 6 du De Opificio Mundi (« De la fabrication du monde ») : « Dieu n'a pas besoin d'un "intercesseur", c'est-à-dire d'un aide ».

### Confusions dans la tradition islamique
« Paraclet » est un titre donné par certains musulmans à Mahomet . Le Coran qualifie explicitement Mahomet de « sceau des prophètes » (sourate 61, 6), et la Sîra — la biographie de Mahomet — lui attribue le titre de Paraclet.

Cette affirmation s'inscrit dans le cadre de la doctrine coranique d'une annonce de la venue de Mahomet. L'idée qui la sous-tend est que Mahomet a été annoncé dans les textes chrétiens (en particulier Jean 16, 7-16), ainsi que le rapporte le Coran, d'une part dans la sourate VII, verset 157 : « Ceux qui suivent le Messager, le Prophète illettré, qu'ils trouvent mentionné chez eux dans la Torah et l'Évangile»,; d'autre part dans le verset 6 de la sourate as-Saff où 'Isâ (Jésus) déclare: « Je suis en vérité le Prophète de Dieu envoyé vers vous pour confirmer ce qui, de la Tora existait avant moi; pour vous annoncer la bonne nouvelle d'un Prophète qui viendra après moi et dont le nom sera 'Ahmad. » Cette association au paraclet évangélique apparaît déjà avant le milieu du IIe siècle de l'hégire (soit avant 770). 

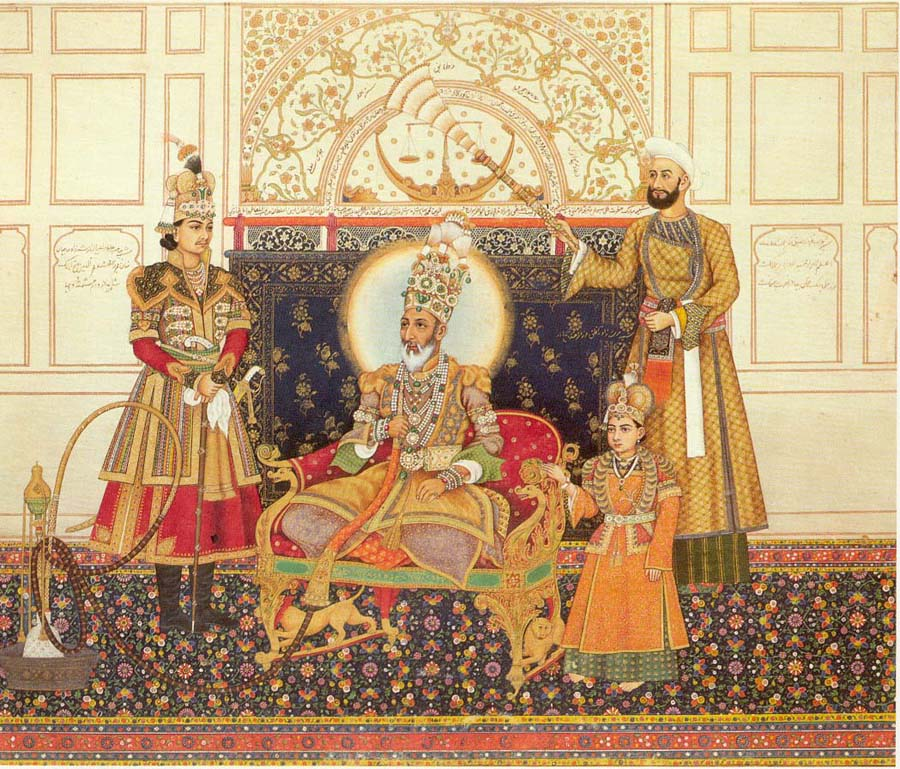
Bahadur Shah II, dernier empereur moghol, avec ses deux fils en 1838. Sur la paroi sont calligraphié certains de ses titres honorifiques, en particulier « Augmentateur de la splendeur de la Communauté du Paraclet ». MET, New York.

Selon Marie-Thérèse Urvoy, le terme « paraclet » a fait l'objet de deux « détournements linguistiques ». Premièrement, en syriaque, le grec « paraklétos » est rendu par le mot mnaḥmana. Or dans une adaptation « très approximative du texte de Jean », un converti du christianisme à l'islam a, entre autres erreurs linguistiques, lu ce mot mnaḥmana comme étant munaḥmmanâ. Et dès le VIIIe siècle, dans la Sîra, Ibn Ishaq associe ce terme à celui de Mahomet (Muḥammad), et ce alors même que sa racine nhm n'a que deux lettres en commun avec celle de Mahomet — hmd — et de plus, dans un ordre différent. Si cette interprétation s'est peu répandue au Moyen-Orient où nombre de personnes parlaient syriaque si bien qu'elles étaient capables de « dénoncer la confusion », il n'en a pas été de même au  Maghreb : cette interprétation y a rencontré un large écho.
Deuxième détournement linguistique: la transcription de parakletos (« Paraclet ») en periklutos, mot qui signifie, en grec ancien, « loué, glorieux ». Ce faisant, on pouvait établir un rapprochement de sens avec « Muḥammad » et « 'Aḥmad », le premier signifiant « loué » et le second, « le plus glorieux, le plus loué ») ,. Mais 'Aḥmad n'est devenu un des noms propres de Mahomet qu'après l'identification de ce dernier au Paraclet. En outre, on ne trouve nulle part « periklutos » dans les manuscrits de la Bible en langue grecque, et associer les mots parakletos et periklutos « reviendrait à traiter une langue indo-européenne (le grec) comme une langue sémitique » dans laquelle les consonnes primeraient et où les voyelles seraient variables, ce qui est inexact,. Et Joseph Schacht de conclure : « L’histoire du texte et des traductions de l’Évangile, jointe au fait que le mot periklutos n’était pas courant en grec de l'époque, montre que c’est impossible. » On peut encore relever que la question de l'assimilation de Mahomet au Paraclet a été réfutée dans le Dialogue entre Timothée Ier et le calife al-Mahdi, en 782.

### Dans la tradition baha'ie
Selon l'exégèse autorisée des écrits saints baha'is due à Shoghi Effendi Rabbání (1897-1957) — le « Gardien de la Cause de Dieu » (Valí 'Amr'ulláh) —les allusions bibliques au « Mont Paran » et au « Paraclet » font référence à la révélation du prophète de l'islam. Dans ses ouvrages intitulés Javáhíru'l-Asrár (« Joyaux des Mystères Divins ») et Kitáb-i-Íqán (« Livre de la certitude »), Bahá'u'lláh (1817-1892), qui est le prophète-fondateur de la foi bahá’íe, donne une explication des prophéties bibliques et coraniques visant à mettre en évidence l'unité fondamentale de tous les prophètes, comme autant de réapparitions de la même lumière divine se reflétant successivement dans différents miroirs. Et dans son ouvrage intitulée Lawḥ-i-Aqdas (« épître la plus sainte », surnommée « épître aux chrétiens »), il déclare ouvertement être le retour annoncé par Jésus de « l'Esprit de Vérité ».

## Divers

### L'abbaye du Paraclet
Le Paraclet est le nom donné par Pierre Abélard au couvent l'abbaye du Paraclet, qu'il a établi près de Nogent-sur-Seine, dans le département de l'Aube.

### L'abbaye du Paraclet des Champs
L'ancienne abbaye du Paraclet des Champs, située sur le territoire de la commune de Cottenchy, dans le département de la Somme, au sud d'Amiens, était une abbaye de moniales cisterciennes fondée au XIIIe siècle et désertée au XVIIe siècle à cause des invasions espagnoles.

### Dans la littérature
- Le Vent Paraclet est un essai de Michel Tournier sur lui-même et la création littéraire.